# Двадесет и шести конгрес на Македонската патриотична организация
Двадесет и шестият конгрес на Македонските политически организации (МПО) се провежда между 31 август и 2 септември 1947 година в Индианаполис, Индиана, САЩ. На заседанията участва бившия съюзен секретар Петър Ацев, който държи сказка на тема „Какви са македонските славяни“. Участват 19 организации с 33 делегати и с членовете на ЦК с право на делегати стават общо 40 души.